# Campionati del mondo di ciclocross 2024 - Gara maschile Junior
La quarantacinquesima edizione della gara maschile Junior dei Campionati del mondo di ciclocross si svolse il 4 febbraio 2024 con partenza ed arrivo da Tábor, in Repubblica Ceca, su un percorso iniziale di 150 m più un circuito di 3,3 km da ripetere 4 volte per un totale di 13,35 km. La vittoria fu appannaggio dell'italiano Stefano Viezzi, il quale terminò la gara in 42'01", alla media di 19,060 km/h, precedendo l'olandese Keije Solen e il ceco Kryštof Bažant.
Partenza con 74 ciclisti, dei quali 71 portarono a termine la competizione.

## Squadre partecipanti
| N.    | Cod. | Squadra         |
| ----- | ---- | --------------- |
| 2-6   | FRA  | Francia         |
| 7-11  | NED  | Paesi Bassi     |
| 13-14 | BEL  | Belgio          |
| 16-22 | USA  | Stati Uniti     |
| 23-28 | ITA  | Italia          |
| 29-34 | CZE  | Repubblica Ceca |
| 36-37 | GBR  | Gran Bretagna   |
| 38-42 | CAN  | Canada          |
| 43-45 | ESP  | Spagna          |
| 46-50 | SVK  | Slovacchia      |
| 52-53 | POL  | Polonia         |

| N.     | Cod. | Squadra     |
| ------ | ---- | ----------- |
| 54-57  | HUN  | Ungheria    |
| 58, 60 | SUI  | Svizzera    |
| 61-64  | GER  | Germania    |
| 66-69  | DEN  | Danimarca   |
| 70     | SWE  | Svezia      |
| 71-73  | LUX  | Lussemburgo |
| 75     | IRL  | Irlanda     |
| 76-79  | AUS  | Australia   |
| 80-81  | AUT  | Austria     |
| 82-83  | JPN  | Giappone    |

## Ordine d'arrivo (Top 10)
| Pos. | Corridore               | Squadra     | Tempo   |
| ---- | ----------------------- | ----------- | ------- |
| 1    | Stefano Viezzi          | Italia      | 42'01"  |
| 2    | Keije Solen             | Paesi Bassi | a 9"    |
| 3    | Kryštof Bažant          | Cechia      | a 31"   |
| 4    | Aubin Sparfel           | Francia     | a 48"   |
| 5    | Albert Withen Philipsen | Danimarca   | a 1'02" |
| 6    | Théophile Vassal        | Francia     | a 1'17" |
| 7    | Michiel Mouris          | Paesi Bassi | a 1'25" |
| 8    | Jules Simon             | Francia     | a 1'35" |
| 9    | Senna Remijn            | Paesi Bassi | a 1'43" |
| 10   | Louis Tanguy            | Francia     | a 1'47" |